# Cornell Dupree
Cornell Luther Dupree (Fort Worth, 19 dicembre 1942 – Fort Worth, 8 maggio 2011) è stato un chitarrista statunitense.
Nel corso della sua carriera ha collaborato con tantissimi artisti tra cui Aretha Franklin, Bill Withers, Donny Hathaway, King Curtis, Steve Gadd, Joe Cocker, Hank Crawford, The Joneses, Margie Joseph, Van McCoy, Roland Kirk, David "Fathead" Newman, Archie Shepp, Stanley Turrentine, Mariah Carey, Gene Harris, Eddie Harris, Elvin Jones, Joe Bataan, B.B. King e molti altri.
È tra i fondatori del gruppo musicale Stuff.

## Discografia da leader
1. Teasin (Atlantic, 1974)
2. Cornell Dupree's Saturday Night Fever (Versatile, 1977)
3. Shadow Dancing (Versatile, 1978)
4. Coast to Coast (Antilles, 1988)
5. Can't Get Through (Amazing, 1991)
6. Child's Play (Amazing, 1993)
7. Guitar Riffs for DJs Vol. 1 (Tuff City, 1993)
8. Guitar Riffs for DJs Vol. 2 (Tuff City, 1993)
9. Bop 'n' Blues (Kokopelli, 1995)
10. Double Clutch (TKO Magnum Music, 1998)
11. I'm Alright (Dialtone, 2011)
12. Doin' Alright (P-Vine, 2011)